# Black Market Music
Black Market Music — третий альбом рок-группы Placebo, выпущенный в 2000 году.

## Об альбоме
Альбом был посвящён музыкальному журналисту Скотту Пьерингу, который умер от рака в начале 2000 года. Песня «Commercial for Levi» ссылается на звукооператора Леви Текофского, который однажды спас Брайану Молко жизнь: пьяный Молко, собираясь переходить через дорогу, не заметил приближающийся транспорт, и Текофский быстро оттянул его назад.
Брайан как-то сказал: «Мы кидались в стену дерьмом и смотрели, что прилипнет. Так и получился альбом Black Market Music».
Трек «Spite & Malice» — совместная работа с рэпером Джастином Уорфилдом (англ. Justin Warfield).

## Отзывы
Black Market Music в целом получил мягкие и благоприятные отзывы критиков. PopMatters назвал альбом «весьма стоящим к прослушиванию темным, гитарным роком». Отрицательный отзыв альбом получил от журнала NME, который назвал альбом «случаем, когда амбиции затмевают талант, случаем высокомерия, случаем группы, теряющей интригу».

## Список композиций
| №   | Название                                                 | Длительность |
| --- | -------------------------------------------------------- | ------------ |
| 1.  | «Taste in Men»                                           | 4:15         |
| 2.  | «Days Before You Came»                                   | 2:33         |
| 3.  | «Special K»                                              | 3:52         |
| 4.  | «Spite & Malice» (feat. Justin Warfield)                 | 3:37         |
| 5.  | «Passive Aggressive»                                     | 5:24         |
| 6.  | «Black-Eyed»                                             | 3:48         |
| 7.  | «Blue American»                                          | 3:31         |
| 8.  | «Slave to the Wage»                                      | 4:06         |
| 9.  | «Commercial for Levi»                                    | 2:20         |
| 10. | «Haemoglobin»                                            | 3:46         |
| 11. | «Narcoleptic»                                            | 4:22         |
| 12. | «Peeping Tom» (включает скрытый трек Black Market Blood) | 5:12 / 14:10 |

| №  | Название                                          | Автор(ы)     | Длительность |
| -- | ------------------------------------------------- | ------------ | ------------ |
| 1. | «Without You I'm Nothing» (featuring David Bowie) |              |              |
| 2. | «I Feel You»                                      | Depeche Mode | 6:28         |

## Участники записи
- Брайан Молко — вокал, гитара, клавишные
- Стефан Ольсдаль — бас-гитара, гитара, клавишные, бэк-вокал
- Стив Хьюитт — ударные